# Nikola Richter

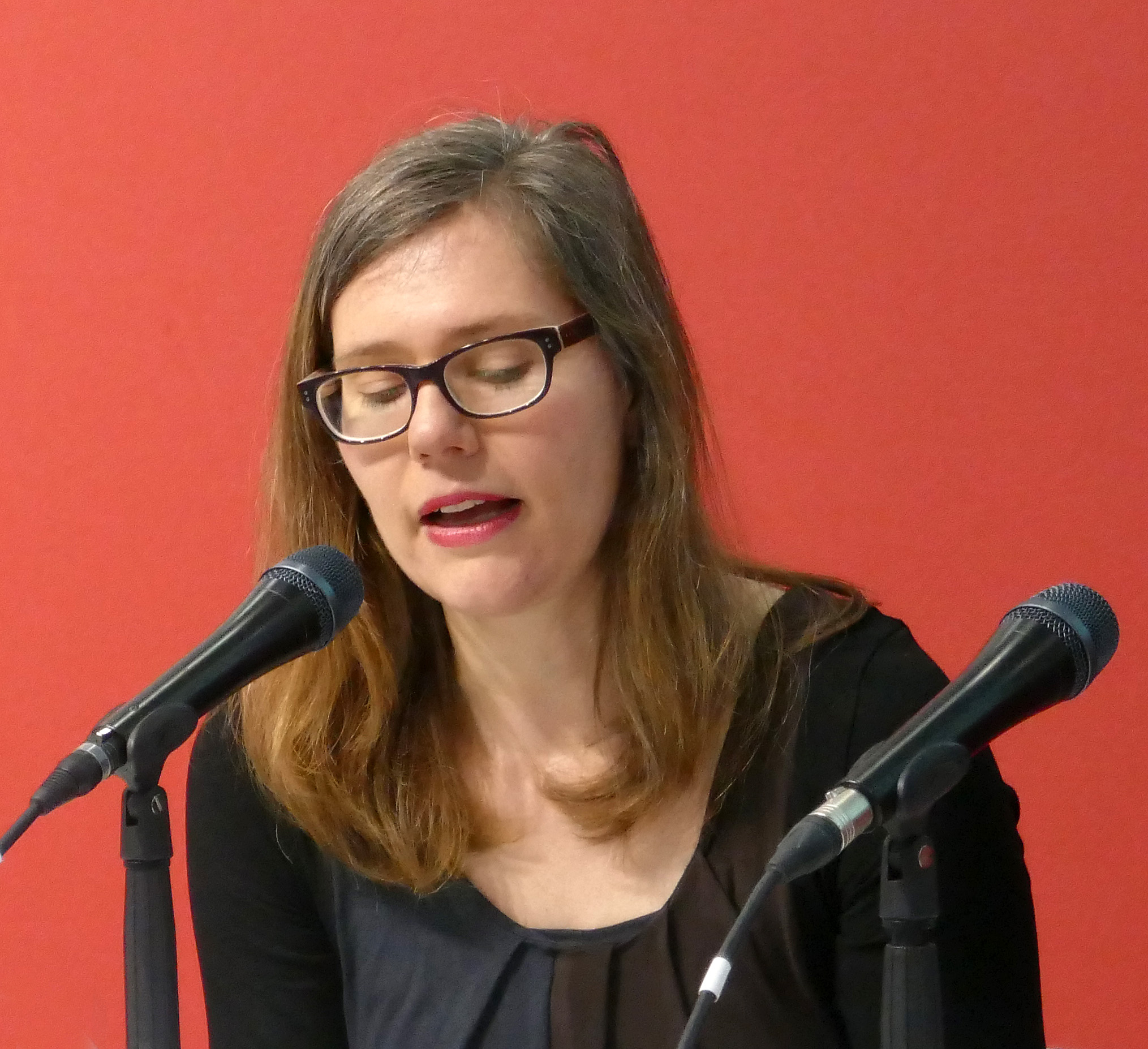
Nikola Richter auf der Leipziger Buchmesse 2018.

Nikola Richter (* 19. Juni 1976 in Bremen) ist eine deutsche Verlegerin und Schriftstellerin. 2013 gründete sie den Verlag mikrotext.

## Biografie
Richter studierte Germanistik, Anglistik und Komparatistik an der Universität Tübingen, an der University of East Anglia und an der FU Berlin und war als Sprachlektorin an der Universität Pécs in Ungarn tätig. 2001 gründete sie das Online-Literaturmagazin schriftstelle.de und zusammen mit Timo Berger die Berliner Lesebühne visch & ferse. Sie veröffentlichte Erzählungen und Lyrik und arbeitete als Theaterautorin. Ihre Texte erschienen in Zeitschriften wie Das Gedicht, ndl, lauter niemand und Edit und in Anthologien wie Lyrik von Jetzt. Von 2009 bis 2010 arbeitete sie im Vorstand für das Netzwerk für Osteuropa-Berichterstattung. Sie gründete 2013 den Verlag mikrotext.
Richter lebt in Berlin.

## Preise und Auszeichnungen
- 1997: 3. Allegra-Lyrikpreis
- 1998: KUBO-Literaturpreis, Bremen
- 2004: Siegerin des Autorenwettbewerbs Drama X, Wien, mit Brust raus!
- 2007: Stipendium Paul Maar des Kinder- und Jugendtheaterzentrums in Deutschland
- 2008: Preis der Jury, Lyrikpreis Meran
- 2014: Young Excellence Award, Börsenverein des deutschen Buchhandels
- 2016: Berlin’s Best, Creative City Berlin
- 2018: 1. Preis digivis Contest, Berliner Senat für Wirtschaftsförderung, zusammen mit pixelcraft innovations

## Veröffentlichungen
- Slow Motion, Theaterstück. Uraufführung bei der 3. Kölner Theaternacht 2003.
- Brust raus!, Theaterstück. Uraufführung Wien 2004.
- Doppelklick, Theaterstück. Uraufführung beim Freiluft-Theater-Festivals Ferienlager 04, Köln 2004.
- roaming, Gedichte. Lyrikedition, München 2004. ISBN 3-86520-042-7.
- Oder mal wieder Halma, Erzählungen. SuKuLTuR, Berlin 2004 (Reihe „Schöner Lesen“, Nr. 30), ISBN 3-937737-33-2.
- Gedichte in: Devolver el fuego. Cinco poetas de Alemania. Hrsg. von Timo Berger. Ediciones Vox, Bahía Blanca (Argentinien) 2006.
- Die Lebenspraktikanten, Geschichten. Fischerverlag, Frankfurt am Main 2006, ISBN 978-3-596-16992-4.
- Schluss machen auf einer Insel, Storys. Berlin Verlag, Berlin 2007, ISBN 978-3-8333-0486-6.
- Das Abibuch, Booklett, Hg. mit Franziska Richter. Fischer Taschenbuch, Berlin 2007, Paperback 2009, ISBN 978-3-596-18319-7
- Liebes-Erklärungen. Ein Sex-Buch, Storys. Hg. mit Franziska Richter. Bloomsbury, Berlin 2009, ISBN 978-3-8270-5359-6.
- fuera de juego, Poemas. Eloisa Cartonera, Buenos Aires 2009.
- die do-re-mi-maschine. Gedichte. Lyrikedition2000, München 2009, ISBN 978-3-86906-076-7.
- als Herausgeberin mit Rery Maldonado: Los Superdemokraticos. Eine literarische politische Theorie. Essays. Verbrecher Verlag, Berlin 2011, ISBN 978-3-940426-73-4.
- Poesía del parque. Poemas en espanol falso. Milena Berlin, Berlin 2013.
- als Herausgeberin mit Stefan Mesch: Straight to your heart. Verbotene Liebe 1995-2015. mikrotext, Berlin 2015.
- als Herausgeberin mit Caterina Kirsten, Katharina Gerhardt, Ariane Novel, Frank O. Rudkoffsky und Eva Siegmund: Willkommen! Blogger schreiben für Flüchtlinge. mikrotext, Berlin 2015.
- als Herausgeberin: Global & beta. E-Book - Code Berlin. mikrotext, Berlin 2016.
- als Herausgeberin mit Barbara Peveling: Kinderkriegen. Reproduktion reloaded. Edition Nautilus, Hamburg 2021.

## Hörspiele
- 2009: Mitternachtsshopping – Regie: Judith Lorentz (Hörspiel – SWR/DKultur)